# Battaglia di San Salvador (1642)
La battaglia di San Salvador del 1642, detta anche seconda battaglia di San Salvador, si svolse nell'agosto del 1642 al largo della costa di Keelung, nel territorio delle Indie orientali spagnole (attuale Taiwan), nell'ambito della guerra degli ottant'anni. Dopo sei giorni, la battaglia si concluse con la sconfitta degli spagnoli. La sconfitta degli spagnoli assicurò il primo controllo dell'isola agli olandesi.

## Antefatto
Avendo perso la precedente battaglia di San Salvador l'anno precedente, gli olandesi raggrupparono forze ancora maggiori per ottenere il controllo dell'isola di Formosa.
Gli spagnoli nel frattempo, avendo perso la fiducia negli aborigeni nel corso del precedente scontro, avevano il morale a terra ed inviarono una lettera a Manila per richiedere rinforzi, ma il governatore generale Corcuera inviò solo due piccoli vascelli con dodici marinai e venti soldati, il che abbassò ulteriormente le speranze per gli spagnoli al forte.

## L'assedio

Collocazione di Keelung a Taiwan

Una sera di agosto del 1642, una barca sbarcò di fronte al forte spagnolo. I passeggeri a bordo scesero per consegnare la lettera a un cinese che abitava nel forte. La lettera diceva che gli olandesi avevano organizzato una grande spedizione diretta contro il forte spagnolo. La lettera consigliava all'uomo di "proseguire con i preparativi, dal momento che il nemico stava arrivando, non come l'anno precedente, ma con forze ancora maggiori; e quindi sembra [...] che gli olandesi vogliano assediare Keelung senza fallo". Gli spagnoli si prepararono all'assedio. Diversi giorni dopo, gli olandesi giunsero con quattro grandi navi da guerra, diversi vascelli minori e 369 soldati olandesi.
Sapendo che gli olandesi avrebbero provato a sbarcare le loro forze a San Salvador per catturare le posizioni elevate in loco, gli spagnoli tentarono di attaccare subito gli olandesi. Dodici soldati spagnoli, otto pampangan e trenta o quaranta arcieri aborigeni inflissero pesanti danni ai soldati nemici sbarcati. Gli olandesi, ad ogni modo, mantennero la loro disciplina e costrinsero la forza spagnola a ritirarsi. Scalarono la collina e raggiunsero Mira catturandola. Quindi piazzarono i loro cannoni verso La Retirada. I soldati spagnoli che difendevano l'avamposto erano pochi e mancavano di rifornimenti, ma si battevano alacremente perché sapevano che se gli olandesi avessero avuto la meglio tutto sarebbe stato perduto. Ma gli olandesi erano meglio equipaggiati: "Per ogni dieci palle di fucile delle nostre", scriveva un soldato spagnolo, "quelli rispondevano con duecento o più delle loro". Un altro testimone scrisse che gli olandesi spararono coi loro cannoni "con una tale potenza che sembrava arrivato il giorno del Giudizio; senza lasciare speranza ad alcuno, a noi che eravamo pochi ed affaticati." Dopo quattro giorni di spari, gli olandesi riuscirono a fare breccia nelle mura della fortezza.
Avendo catturato il ridotto, gli olandesi rivolsero i loro cannoni verso la fortezza principale ed inviarono un messaggero a chiedere la resa. Il governatore spagnolo venne costretto ad accetta.

## Conseguenze
Dopo la resa, gli olandesi confiscarono armi e bandiere agli spagnoli e li traghettarono dapprima a Tayouan, poi a Batavia ed infine a Manila. La vittoria degli olandesi cementò il loro status di potenza nascente nel sudest asiatico e negò agli spagnoli ulteriori espansioni. Nel frattempo, gli spagnoli discutevano su chi si dovesse addossare la colpa della perdita di Formosa. Il governatore spagnolo che si era arreso agli olandesi temeva di essere condannato per il fatto e si rifiutò di portarsi a Manila. Nel 1644 Diego Fajardo Chacón, il nuovo governatore generale delle Filippine spagnole, iniziò un processo formale per i fatti di Formosa dal quale emerse che Formosa era stata persa per la totale inefficienza del governatore precedente, Cocuera, il quale non solo aveva ignorato le richieste d'aiuto pervenutegli dai soldati arroccati sull'isola, ma aveva anche dato l'ordine di ritirarsi a quattro compagnie di soldati che erano impiegate in precedenza nella difesa della colonia ed infine aveva installato come governatore un soldato che non ne aveva le capacità, non essendo in grado di leggere né di scrivere. Corcuera venne imprigionato e passò cinque anni nelle prigioni di Manila, venendo liberato infine per l'ottenimento del perdono reale. Nel 1651 venne nominato governatore di Panama per la seconda volta, ma declinò l'incarico, accettando invece l'incarico di governatore delle Isole Canarie nel 1659, rimanendovi sino alla sua morte l'anno successivo.